# Severní dvůr

Císařská sídla se v období Nanbokučó nacházela poměrně dost blízko sebe. Tradičně se označovala jako:
Severní hlavní město: Kjóto
Jižní hlavní město: Jošino.

Severní dvůr (japonsky 北朝, Hokučó, známý též jako Ašikagští či Severní pretendenti, byla šestice pretendentů na japonský Chryzantémový trůn v období Nanbokučó od roku 1331/1336  do roku 1392. Současná japonská císařská dynastie jsou potomci tří císařů Severního dvora. 
Císaři Severního dvora byli označováni jako „starší linie“ nebo linie Džimjóin-tó (持明院統). Toto označení pocházelo od chrámu Džimjóin, který byl místem odpočinku císařů Go-Fukakusy a Fušimiho po jejich odchodu z Chryzantémového trůnu.

## Historie
Počátky Severního dvora sahají až k císaři Go-Sagovi, který vládl v letech 1242–1246. Po Go-Sagovi usedli na trůn jeho dva synové, Hisahito jako císař Go-Fukakusa a Cunehito jako císař Kamejama. Na smrtelné posteli trval císař Go-Saga roku 1272 na tom, aby jeho synové přijali za svůj plán, podle něhož by na japonský trůn nastupovali budoucí císaři z obou bratrských linií střídavě. Tento plán se však ukázal jako neuskutečnitelný, což vedlo ke vzniku soupeřících skupin a uchazečů o trůn
Poté co vládce císařského dvora Go-Daigo v roce 1333 svrhl Kamakurský šógunát ovládaný regenty klanu Hódžó, začalo krátké období restaurace Kenmu. Císařův stoupenec Takaudži Ašikaga pocházel z rodu Minamoto, a mohl proto jako jediný z Go-Daigových stoupenců aspirovat na titul šóguna. Měl však pocit, že nebyl za své služby dostatečně odměněn. Obrátil se proto proti Go-Daigovi a za nového císaře prohlásil jeho bratrance z druhého kolena a třetího syna dřívějšího císaře prince Kazuhita jako císaře Kógona. Po rozvrácení kamakurského šógunátu ztratil Kógon svůj nárok, ale jeho bratr Jutahito, pozdější císař Kómjó, a jeho dva synové byli podporováni novými šóguny z rodu Ašikaga coby právoplatní uchazeči o trůn. Kógonův rod tak vytvořil v Kjótu konkurenční císařský dvůr, který se začal nazývat Severní dvůr, jelikož Kjóto leží na sever od sídla stávajícího dvora v Jošinu, jemuž se začalo říkat Jižní dvůr. Izolovaný císař Go-Daigo nedokázal ovlivnit následnictví na císařském trůnu, čímž přišel o svoji zbývající moc. Šógunové pak vládli Japonsku až do roku 1867. 
Severní dvůr měl ve skutečnosti jen pramalou nezávislost, protože jej ovládali šógunové z rodu Ašikaga. To je jeden z důvodů, proč jsou císaři Jižního dvora od 19. století pokládáni za zákonné japonské císaře. Dalším důvodem byla i skutečnost, že Jižní dvůr spravoval Japonské císařské regálie. Císaři Severního dvora tedy nejsou považováni za legitimní japonské císaře. Jediným uznávaným císařem z nich je až poslední, šestý císař severního dvora Go-Komacu, 100. císař Japonska v souladu s tradičním pořadím posloupnosti.

## Jižní dvůr
Severní císařský dvůr podporovaný šóguny z rodu Ašikaga soupeřil s Jižním císařským dvorem, jehož představitelem byl císař Go-Daigo a jeho potomci. Název Jižní dvůr byl odvozen od zeměpisné polohy jeho sídla, Jošina v Naře, které se nachází jižně od Kjóta, kde sídlil Severní dvůr. Přestože se přesné umístění císařova sídla měnilo, bylo běžně ztotožňováno právě s Jošinem. Poté co byl císař Go-Kamejama roku 1392 svými protivníky přinucen abdikovat ve prospěch Kógonova pravnuka prince Motohita, který se stal císařem Go-Komacuem, skončilo dvojvládí Severního a Jižního dvora. 

## Znovusjednocení císařských dvorů
Jižní císař Go-Kamejama se dohodl se severním císařem Go-Komacuem na návratu ke starému desetiletému plánu střídání na Chryzantémovém trůnu. Avšak Go-Komacu svůj slib porušil a tuto dohodu nedodržel. Nejenže sám vládl dlouhých 20 let, ale jeho nástupcem se stal jeho vlastní syn, nikoli syn vládce bývalého Jižního dvora.
Dekret vydaný císařem Meidžim 3. března 1911 stanovil, že zákonití panovníci tohoto období (Meidži) jsou prostřednictvím císaře Go-Murakamiho, vládce Jižního dvora v letech 1339–1368, přímými potomky císaře Go-Daiga.

## Císařové Severního dvora
- Kógon (japonsky 光厳, Kógon-tennó, 1313–1364, vládl 1331–1333)
- Kómjó (japonsky 光明, Kómjó-tennó, 1322–1380, vládl 1336–1348)
- Sukó (japonsky 崇光, Sukó-tennó, 1334–1398, vládl 1348–1351)
- mezivládí 26. listopadu 1351 až 25. září 1352
- Go-Kógon (japonsky 後光厳, Go-Kógon-tennó, 1338–1374, vládl 1352–1371)
- Go-En'jú (japonsky 後円融, Go-En'jú-tennó, 1359–1393, vládl 1371–1382)
- Go-Komacu (japonsky 後小松天皇, Go-Komacu-tennó, 1377–1433, vládl 1382–1392 – jako legitimní japonský císař 1392–1412) [3]